# Indianapolis 500
Indianapolis 500 este recunoscută drept cea mai celebră cursă auto din lume. Cursa are loc anual pe circuitul oval de la Indianapolis Motor Speedway și este etapă în campionatul IRL.
Între 1950 și 1958 cursa a fost inclusă în Campionatul Mondial de Formula 1.